# Lya Lys
Lya Lys, född Natalia Lyecht 18 maj 1908 i Berlin, död 2 juni 1986 i Newport Beach, var en tysk-fransk-amerikansk skådespelerska, mest känd för sin huvudroll i Luis Buñuels och Salvador Dalís film Guldåldern (1930).